# Teverga
Teverga is een gemeente in de Spaanse provincie en regio Asturië met een oppervlakte van 173,81 km². Teverga telt 1.721 inwoners (1 januari 2016).

## Demografische ontwikkeling
Bron: INE, 1857-2011: volkstellingen